# Carlos Cuero
Carlos Cuero  (n. Esmeraldas, Ecuador; 17 de febrero de 1996) es un futbolista ecuatoriano. Juega de defensa y su equipo actual es Delfín Sporting Club de la Serie A de Ecuador.

## Trayectoria

### Inicios
Se inició en el equipo Fundación Amiga y luego pasó en el 2010 al Norte América sub-14.

### Independiente del Valle
En el 2011 es contratado por las inferiores del Independiente del Valle y llega en debutar en el 2012 en un partido de primera contra la Liga de Loja. En el 2016 con la llegada del DT Alexis Mendoza pudo obtener más oportunidades de jugar ya que el primer equipo sufrió varias bajas por la buena participación de la Copa Libertadores 2016 donde su equipo llegó a ser subcampeón.

### Deportivo Cuenca
Entre 2017 y mediados de 2019 jugó en Deportivo Cuenca.

### Aucas
Para la segunda etapa del torneo ecuatoriano Serie A 2019 es contratado por Sociedad Deportiva Aucas para lo que restaba de la temporada, permanece en el equipo oriental hasta julio de 2024.

## Estadísticas

### Clubes
Actualizado al último partido disputado el 15 de agosto de 2025.
| Club                              | Temporada     | Liga  | Liga  | Copas nacionales | Copas nacionales | Copas internacionales | Copas internacionales | Total | Total |
| Club                              | Temporada     | Part. | Goles | Part.            | Goles            | Part.                 | Goles                 | Part. | Goles |
| --------------------------------- | ------------- | ----- | ----- | ---------------- | ---------------- | --------------------- | --------------------- | ----- | ----- |
| Independiente del Valle · Ecuador | 2012          | 1     | 0     | -                | -                | -                     | -                     | 1     | 0     |
| Independiente del Valle · Ecuador | 2013          | 0     | 0     | -                | -                | -                     | -                     | 0     | 0     |
| Independiente del Valle · Ecuador | 2014          | 0     | 0     | -                | -                | 0                     | 0                     | 0     | 0     |
| Independiente del Valle · Ecuador | 2015          | 0     | 0     | -                | -                | 0                     | 0                     | 0     | 0     |
| Independiente del Valle · Ecuador | 2016          | 17    | 1     | -                | -                | 2                     | 0                     | 19    | 1     |
| Independiente del Valle · Ecuador | 2017          | 3     | 0     | -                | -                | 1                     | 0                     | 4     | 0     |
| Independiente del Valle · Ecuador | Total club    | 21    | 1     | -                | -                | 3                     | 0                     | 24    | 1     |
| Deportivo Cuenca · Ecuador        | 2017          | 6     | 0     | -                | -                | -                     | -                     | 6     | 0     |
| Deportivo Cuenca · Ecuador        | 2018          | 35    | 0     | -                | -                | 6                     | 0                     | 41    | 0     |
| Deportivo Cuenca · Ecuador        | 2019          | 12    | 0     | 2                | 0                | -                     | -                     | 14    | 0     |
| Deportivo Cuenca · Ecuador        | Total club    | 53    | 0     | 2                | 0                | 6                     | 0                     | 61    | 0     |
| Aucas · Ecuador                   | 2019          | 16    | 0     | 1                | 0                | -                     | -                     | 17    | 0     |
| Aucas · Ecuador                   | 2020          | 28    | 0     | 0                | 0                | 2                     | 0                     | 30    | 0     |
| Aucas · Ecuador                   | 2021          | 24    | 2     | 0                | 0                | 5                     | 0                     | 29    | 2     |
| Aucas · Ecuador                   | 2022          | 27    | 2     | 3                | 0                | -                     | -                     | 30    | 2     |
| Aucas · Ecuador                   | 2023          | 24    | 2     | 1                | 0                | 6                     | 0                     | 31    | 2     |
| Aucas · Ecuador                   | 2024          | 4     | 1     | 0                | 0                | 2                     | 0                     | 6     | 1     |
| Aucas · Ecuador                   | Total club    | 123   | 7     | 5                | 0                | 15                    | 0                     | 143   | 7     |
| Delfín S. C. · Ecuador            | 2024          | 15    | 0     | 0                | 0                | -                     | -                     | 15    | 0     |
| Delfín S. C. · Ecuador            | 2025          | 19    | 1     | 0                | 0                | -                     | -                     | 19    | 1     |
| Delfín S. C. · Ecuador            | Total club    | 34    | 1     | 0                | 0                | 0                     | 0                     | 34    | 1     |
| Total carrera                     | Total carrera | 231   | 9     | 7                | 0                | 24                    | 0                     | 262   | 9     |
| 1. 2.                             |               |       |       |                  |                  |                       |                       |       |       |

## Palmarés

### Campeonatos nacionales
| Título             | Club  | Año  |
| ------------------ | ----- | ---- |
| Serie A de Ecuador | Aucas | 2022 |

### Distinciones individuales
| Distinción                                       | Año  |
| ------------------------------------------------ | ---- |
| 11 ideal de la Serie A de Ecuador                | 2022 |
| Mejor lateral izquierdo de la Serie A de Ecuador | 2022 |